# A Horse with No Name

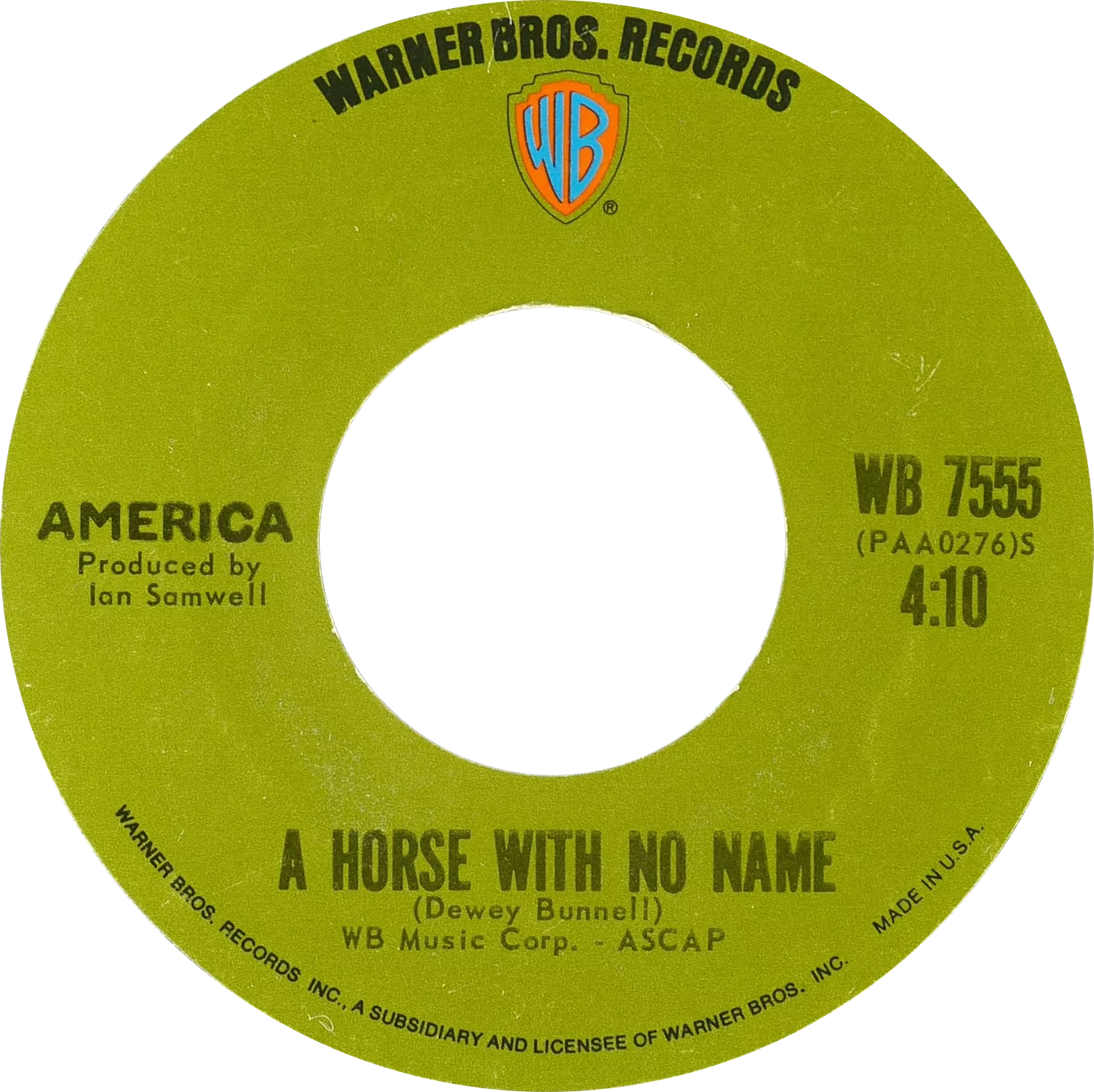

A Horse with No Name è il primo singolo del gruppo musicale Britannico America, pubblicato nel 1971.

## Descrizione
Il singolo A Horse with No Name ("Un cavallo senza nome") è stato pubblicato dalla Warner Bros. Records in numerose versioni in formato 7" nel 1971, con differenti b-side. Una edizione distribuita negli Stati Uniti del singolo contiene sul lato B Sandman, mentre in un'edizione distribuita nel Regno Unito è stato inserito il brano Everyone I Meet Is from California.
Il brano ricorda, per sonorità e voce, Neil Young, anche se, secondo l'autore, Dewey Bunnell, la cosa è dovuta al caso. È semplice da suonare, essendo composta di soli due accordi che si ripetono, peraltro (mi minore - re 6/9) molto simili.
La canzone è stata la colonna sonora del film Air America del 1990, del videogioco Grand Theft Auto: San Andreas, nell'episodio di Breaking Bad dal titolo omonimo e nell’episodio 5x23 della sitcom Friends. È stata inoltre utilizzata nel film American Hustle - L'apparenza inganna del 2013 e nella serie animata BoJack Horseman.
Il singolo raggiunse la prima posizione nella Billboard Hot 100 per tre settimane in Canada, la terza nel Regno Unito e la quarta in Irlanda.
La canzone è stata coverizzata da Michael Jackson nel 1998 sotto il titolo A Place with No Name durante le sessioni di Invincible, ma non venne scelta per l'album. Fu inserito nell'album Xscape del 2014 ma in una versione diversa fatta dagli Stargate.

## Riconoscimenti
Candidatura al Grammy Award alla miglior interpretazione vocale pop di coppia o di gruppo 1971.